# 璧城街道
璧城街道，是中华人民共和国重庆市璧山区下辖的一个乡镇级行政单位。

## 行政区划
璧城街道下辖以下地区：
大旺社区、北门社区、城中社区、塘湾社区、东关社区、蒲元社区、四面山村、马家桥村、龙井湾村、大塘村、三角村、新堰村、双龙村、黄葛村、来龙村、芋荷村和天池村。